# Psychotria limonensis
Psychotria limonensis är en måreväxtart som beskrevs av Kurt Krause. Psychotria limonensis ingår i släktet Psychotria och familjen måreväxter. Inga underarter finns listade i Catalogue of Life.